# Club Futbol Viladecavalls
El Club Futbol Viladecavalls, és una entitat esportiva de Viladecavalls (Catalunya). Des de 2014, mitjançant un conveni amb l'ajuntament, comparteix les seves instal·lacions amb l'Escola d'Iniciació de Futbol Base de Vacarisses.

## Els símbols

### Els colors
Existeixen diverses versions sobre l'origen i sobre per quin motiu es van escollir els colors que històricament ha lluït el CF Viladecavalls: el verd, que és el predominant, es deu al fet que el poble de Viladecavalls és rodejat de boscos de pins, que donen una tonalitat verda al paisatge. La segona equipació que ha estat de color blau en moltes temporades, tot i que històricament és de color vermell, ja que antigament aquest era el color de la primera equipació.

## El Camp
El Municipal de Viladecavalls, és un camp de futbol al Nucli Antic de Viladecavalls, és un dels dos que disposa el municipi, i actualment és de gespa artificial. Antigament el camp de futbol de Viladecavalls, era situat en diversos llocs del municipi, al cap d'amunt del carrer Sant Martí, també al darrere de l'església i fins i tot a Can Turu, prop del carrer Francesc Macià. Va ser a finals dels anys 70 quan el camp es traslladà a l'actual zona, però ubicat de manera perpendicular a l'actual i més elevat, va ser en el moment de construir el pavelló esportiu el 1987, quan el camp es va ubicar en l'actual orientació. La zona esportiva municipal del nucli urbà, va ser inaugurada a l'estiu del 1987 per l'alcalde Josep Cortes i Turu. Al Setembre de 2008 el camp va ser reinaugurat amb gespa artificial.

## Classificació a la Lliga masculina de futbol per temporades
| - 1978-79 3a Regional - 1979-80 3a Regional - 1980-81 3a Regional - 1981-82 3a Regional - 1982-83 3a Regional - 1983-84 3a Regional - 1984-85 3a Regional - 1985-86 3a Regional - 1986-87 3a Regional | - 1987-88 3a Regional - 1988-89 3a Regional - 1989-90 3a Regional - 1990-91 3a Regional - 1991-92 3a Regional - 1992-93 3a Regional - 1993-94 3a Regional - 1994-95 3a Regional - 1995-96 3a Regional 2n - 1996-97 2a Regional 16e | - 1997-98 3a Regional - 1998-99 3a Regional - 1999-00 3a Regional - 2000-01 3a Regional - 2001-02 3a Regional - 2002-03 3a Regional - 2003-04 3a Regional - 2004-05 3a Regional - 2005-06 3a Regional | - 2006-07 3a Regional - 2007-08 3a Regional - 2008-09 3a Regional - 2009-10 3a Regional - 2010-11 3a Regional |

## Altres dades d'interès
- Millor posició a la lliga:

2n classificat, temporada 1996/1997 (Jugada promoció d'ascens, i aconseguit ascens a 2a regional)
- Major golejada a favor:
- A casa Temp. 2001-2002 CF Viladecavalls 16 - C.F. Collbató 0 Jornada 15 20 de Gener de 2002.[4]
- A fora Temp. 1996-1997 Cazadores 1 - CF Viladecavalls 11 - Jornada 27 21 de Març de 1997.[5]

- Major nº de partits seguits guanyats:
- Temporada 1996/1997, de la jornada 27 a la jornada 32 (6 partits)
- Temporada 2011/2012, de la jornada 1 a la jornada 6 (6 partits)

- Major nº de partits seguits sense perdre:

Temporada 1996/1997, de la jornada 2 a la jornada 15 (14 partits)
- Temporada amb més gols a favor:
- 1996/1997 - 108 gols en 33 partits (3,27 gols per partit)
- 2008/2009 - 106 gols en 24 partits (4,42 gols per partit)

- Temporada amb menys gols en contra:
- 1996/1997 - 42 gols en 33 partits (1,27 gols per partit)
- 2008/2009 - 28 gols en 24 partits (1,16 gols per partit)